# ラシティ県

ラシティ県
Περιφερειακή ενότητα Λασιθίου測地系: 北緯35度05分 東経25度50分 / 北緯35.083度 東経25.833度座標: 北緯35度05分 東経25度50分 / 北緯35.083度 東経25.833度

ラシティ県（ラシティけん、ギリシア語: Λασίθι / Lasithi）は、ギリシャ共和国のクレタ地方を構成する行政区（ペリフェリアキ・エノティタ）のひとつ。クレタ島の最も東部に位置する。県都はアイオス・ニコラオス。

## 地理

### 位置・広がり
クレタ地方に4つある県のうち最も東に位置しており、イラクリオ県の東にある。

### 主要な都市・集落
人口2000人以上の都市・集落には以下がある。
- イエラペトラ （Ιεράπετρα : イエラペトラ市） - 11,678人
- アイオス・ニコラオス （Άγιος Νικόλαος : アイオス・ニコラオス市） - 10,080人
- シティア（英語版） （Σητεία : シティア市） - 8,238人
- ネアポリ（英語版） （Νεάπολη : アイオス・ニコラオス市） - 2,767人

- アイオス・ニコラオスの港
- イエラペトラ
- シティア

## 統計
ラシティには2005年度は 77,917人 が住んでおり、行政面積は 1,825km2 で、人口密度は 42.7人/km2 となっている。

## 行政区画

ラシティ県

### 市（ディモス）
ラシティ県は、以下の自治体（ディモス、市）から構成される。人口は2001年国勢調査時点。
|   | 自治体名                 | 綴り              | 政庁所在地                | 面積 Km² | 人口   |
| - | ------------------------ | ----------------- | ------------------------- | -------- | ------ |
| 1 | アイオス・ニコラオス     | Άγιος Νικόλαος    | アイオス・ニコラオス (el) | 512.0    | 26,227 |
| 2 | イエラペトラ             | Ιεράπετρα         | イエラペトラ (el)         | 551.0    | 28,270 |
| 3 | オロペディオ・ラシティオ | Οροπέδιο Λασιθίου | ツェルミアド (el)         | 130.0    | 3,152  |
| 4 | シティア                 | Σητεία            | シティア (el)             | 633.2    | 19,029 |

### 旧自治体（ディモティキ・エノティタ）

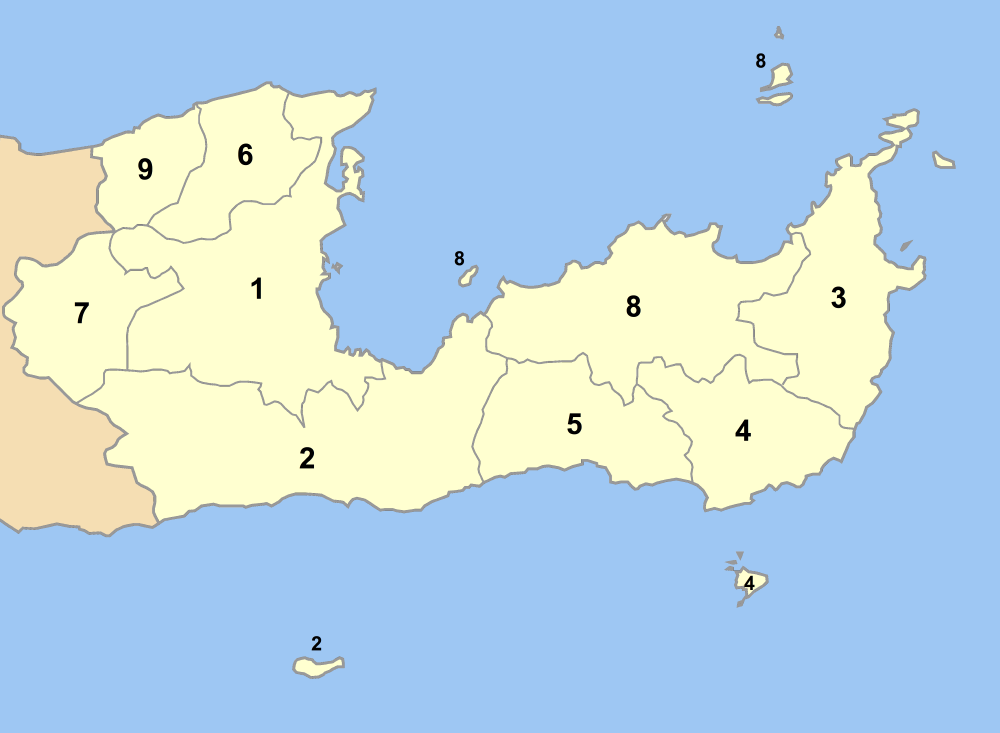
ラシティ県の旧自治体（1999年 - 2010年）

カリクラティス改革（2010年）以前の広域自治体（ノモス）としてのラシティ県は、以下の基礎自治体（ディモスおよびキノティタ）から構成されていた。※を付したものはキノティタであった。
改革後、旧自治体は新自治体（ディモス）を構成する行政区（ディモティキ・エノティタ）となっている。
|   | 旧自治体                 | 綴り              | 政庁所在地           | 新自治体                 |
| - | ------------------------ | ----------------- | -------------------- | ------------------------ |
| 1 | アイオス・ニコラオス     | Άγιος Νικόλαος    | アイオス・ニコラオス | アイオス・ニコラオス     |
| 2 | イエラペトラ             | Ιεράπετρα         | イエラペトラ         | イエラペトラ             |
| 3 | イタノス                 | Ίτανος            | パリカストロ (el)    | シティア                 |
| 4 | レフキ                   | Λεύκη             | シロス               | シティア                 |
| 5 | マクリ・ギアロス         | Μακρύ Γιαλός      | クツラス (el)        | イエラペトラ             |
| 6 | ネアポリ                 | Νεάπολη           | ネアポリ             | アイオス・ニコラオス     |
| 7 | オロペディオ・ラシティオ | Οροπέδιο Λασιθίου | ツェルミアド         | オロペディオ・ラシティオ |
| 8 | シティア                 | Σητεία            | シティア             | シティア                 |
| 9 | ヴラハシ ※               | Βραχάσι           | ヴラハシ (el)        | アイオス・ニコラオス     |

- Διοικητική διαίρεση νομού Λασιθίου (πρόγραμμα Καποδίστριας) - ラシティ県の自治体・集落一覧（1999年 - 2010年）